# TETI
Società Telefonica Tirrena S.A. (en sigle TETI) était un opérateur de téléphonie privé italien dans les régions Ligurie, Toscane, Latium, Sardaigne et une partie de l'Ombrie à partir de 1925 jusqu'en 1964, date de la nationalisation du réseau téléphonique et intégration dans la compagnie publique SIP. 

## Histoire

### Le contexte historique
Le système législatif italien en matière de concessions téléphoniques, datait de 1881, époque où le téléphone venait de faire son apparition et où les premiers opérateurs privés assuraient un service essentiellement présent dans les villes. Cette situation, avec le développement rapide du nombre d'utilisateurs et abonnés nécessitait une réorganisation complète du système de gestion. Le choix du parlement qui devait être validé par le Roi, devait se porter sur une gestion d'État ou sur des concessions à des opérateurs privés. Le décret royal R.D. n.399 du 8 février 1923 stipule qu'un appel d'offres devra être organisé pour attribuer les concessions des 5 zones définies en Italie. Une commission spéciale rédigea les cahiers des charges des futurs concessionnaires qui fixaient la répartition du service en 5 zones territoriales plus une zone spéciale réservée à la compagnie d'État ASST pour les communications interurbaines et l'international.

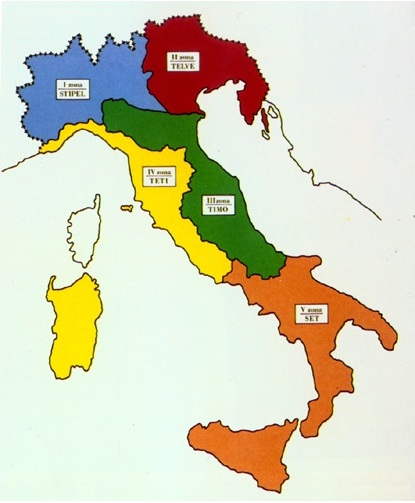
Carte de découpage des 5 régions données en concession

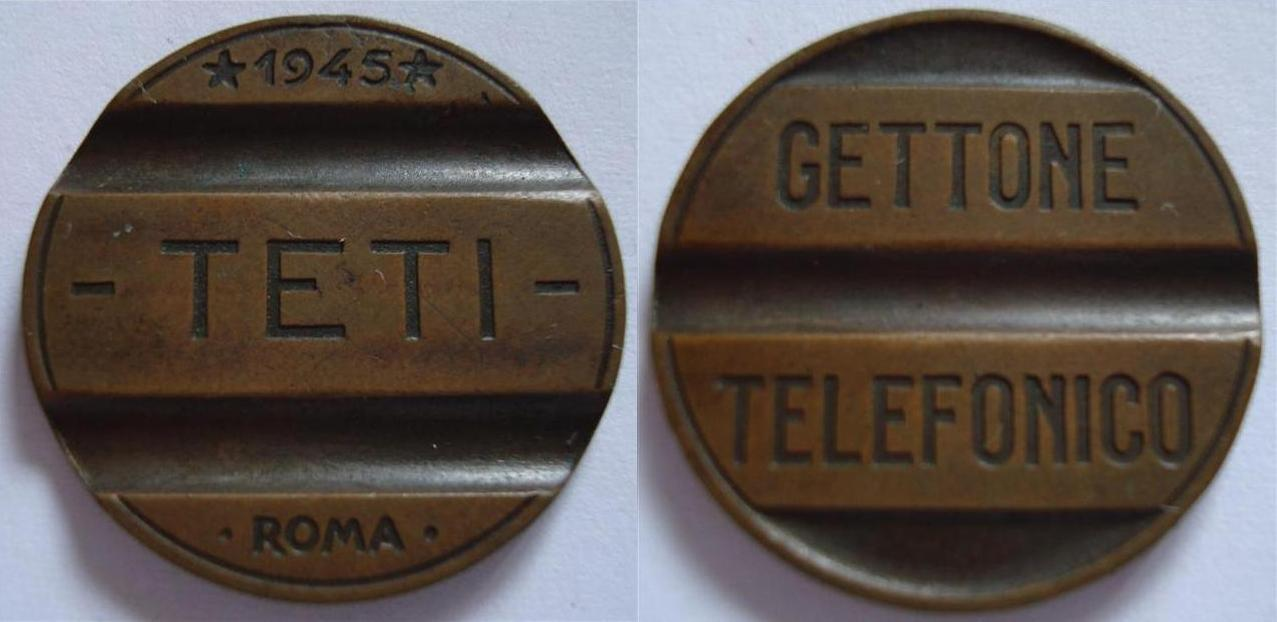
Jeton de téléphone TETI à 3 encoches de 1945 utilisé jusqu'en 1988

### Création de la société
La société TETI a été fondée à Livourne par Luigi Orlando et Alberto Pirelli le 15 octobre 1924. La société a été gérée par la société financière La Centrale dans le but d'être qualifiée pour répondre à l'appel d'offres et obtenir une concession de téléphonie. En 1925, TETI. est désigné adjudicataire de la 4ème zone qui comprenait les régions Ligurie, Toscane, Latium, Sardaigne et la circonscription de Orvieto.

### Le développement du téléphone
Après les 3 premières années de gestion, les résultats étaient très encourageants. Le nombre d'abonnés était passé de 37 105 au 1er juillet 1925 à 58 380 au 30 septembre 1928. Les centraux urbains sont passés de 45 à 85, les bureaux et cabines publiques de 916 à 1020, les lignes interurbaines de 7 528 km à 10 554 km ; le nombre des appareils installés atteignit 73 000 unités. Dans la capitale, Rome, de très importants travaux furent réalisés pour un montant total de plus de 100 millions de £ires de l'époque. Le 30 septembre 1928, 7 centraux automatiques étaient opérationnels et capables de gérer plus de 60 000 téléphones.
Le système automatique fut rapidement étendu à Gênes, Florence, Livourne et dans tous les villes de moins de 5 000 habitants.

### La difficile période durant la guerre
Après la grande crise économique des années 1930, éclata la Seconde Guerre mondiale. Le réseau téléphonique fut quasiment entièrement détruit, les seules lignes actives étaient réservées à l'armée et aux autorités. Cette situation aboutit à la résiliation de nombreux abonnements et mit en péril les concessionnaires. Dans la zone administrée par TE.TI. le nombre d'abonnés passa de 208 455 en 1942 à 163 388 en 1944.
Dès la fin du conflit, les opérateurs durent investir beaucoup pour reconstruire les réseaux détruits mais ils furent vite récompensés par une croissance insoupçonnée du nombre de nouveaux abonnés. A la fin de l'année 1962, dans la zone gérée par TE.TI. on comptait plus d'un million de nouveaux abonnés. 
En 1945, la société TE.TI. inventa le jeton de téléphone à 3 rainures qui pouvait être utilisé dans tous les appareils publics de toutes les cabines de téléphone en Italie. Ces jetons resteront en service même après la nationalisation des opérateurs privés en 1964. Les jetons ne seront retirés qu'en 2001 après que toutes les cabines aient été transformées pour ne fonctionner qu'avec des cartes prépayées inventées par la SIP en 1976.

### Rachat par IRI et nationalisation
En 1958, la holding d'État IRI rachète la société TETI et l’intègre dans sa division téléphonie de l'époque, STET, holding financière du secteur téléphonique créée en 1933.
Peu à peu, l'IRI rachète tous les opérateurs privés du pays et, en 1964, le gouvernement italien proclame la nationalisation du secteur de la téléphonie avec la création de l'opérateur public national, Società Idroelettrica Piemonte, dont la raison sociale mutera en Società Italiana per l'Esercizio Telefonico.